# 德拉萬鎮區 (伊利諾伊州塔茲韋爾縣)
德拉萬鎮區（英語：Delavan Township）是位於美國伊利諾伊州塔茲韋爾縣的一個行政鎮區。

## 地方資料
根據2010年美國人口普查的數據，德拉萬鎮區的面積為78.20平方千米，當中陸地面積為78.10平方千米，而水域面積為0.10平方千米。當地共有人口1995人，人口密度為每平方千米25.51人。